# Kusterdinger Marienkirche

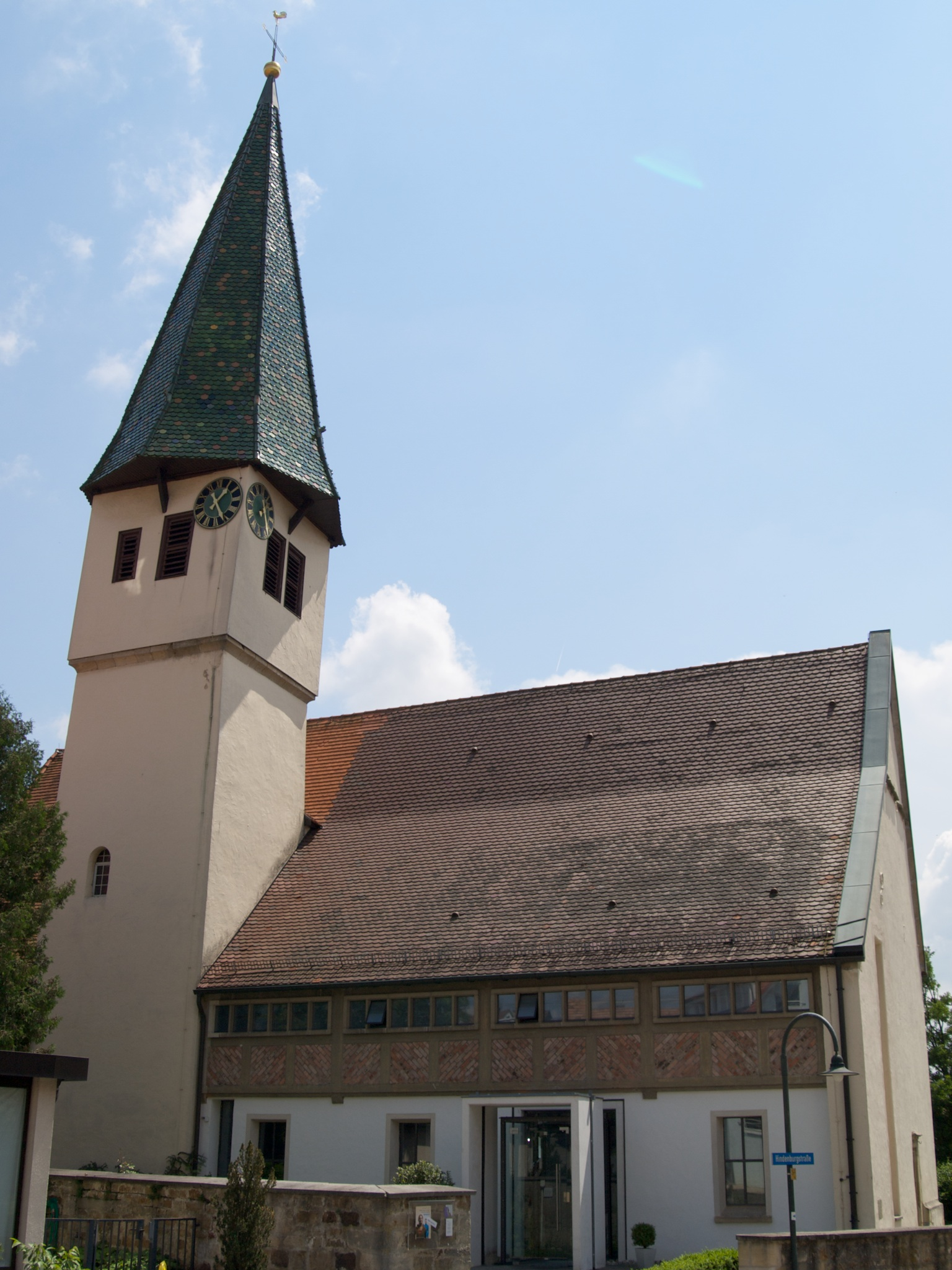
Nordseite der Kirche

Die Kusterdinger Marienkirche ist eine spätgotische Kirche in der Gemeinde Kusterdingen, Pfarrkirche und Predigtstätte der Evangelischen Kirchengemeinde Kusterdingen im Kirchenbezirk Tübingen und zählt zu den kulturell wertvollsten Dorfkirchen im Bereich Tübingen. Sie bestand bereits im 11./12. Jahrhundert als kleine romanische Pfarrkirche. Die Pfarrei selbst ist erst nach 1275 nachweisbar. Die heutige Sakristei war wohl ursprünglich eine dem Hl. Michael geweihte Kapelle der niederadligen Herren von Kusterdingen, an die vermutlich 1506 oder 1507 die heutige Marienkirche angebaut wurde.

## Das Bauwerk
Die Außenansicht zeigt einen schlichten, rechteckigen Grundriss ohne Seitenschiff und Chor. Das Bauwerk ist vollständig weiß verputzt, so dass der Stein nur mehr an Türen und Fenstern zu sehen ist. Es handelt sich um hellen grauen Sandstein, keinen Buntsandstein wie in den Münstern Neustadt und Freiburg. Die Fenster sind als klassischer, spätgotischer Spitzbogen oder als kleines Rundfenster zu finden. Das ebenfalls spätgotische Südportal ist mit Jahreszahl 1507 versehen. Nahe dem Portal ist eine Sonnenuhr mit der Jahreszahl 1784 angebracht.
Nach Erdbebenschäden im Jahre 1953 wurde die Kirche nach dem Entwurf von Architekt Heinz Klatte von Architekt Manfred Wizgall renoviert und dabei das Schiff nach Norden erweitert.

## Ausstattung
Die Holzdecke von 1506 ist mit Balkenfriesen in Flachschnitzerei versehen (Weinstock als Lebensbaum, woraus Reben und Trauben, Efeu, Phantasieblätter und -früchte wachsen; Masken und Vögel). Die Steinkanzel von 1510 stand ursprünglich mit der östlich vom Chor heraufführenden Kanzeltreppe an der ins Kirchenschiff vorspringenden Ecke des Nordostturms. Das Parterregestühl und die bald eingebaute Westempore waren nach dem Raumprinzip einer Querkirche bis 1955 auf die Nordkanzel ausgerichtet. Sie wurde erst im Rahmen der Langhaus-Norderweiterung 1955 mit neuer Treppe ans östliche Ende der Südwand versetzt und das Gestühl samt Emporen nun dahin ausgerichtet. Martin Scheible schnitzte 1955 den Altar-Kruzifixus, der seit 2001 in der Sakristei steht. Die Gesamtverglasung (1955, Antikglas) von Rudolf Yelin d. J., der auch die Altar- und Kanzel-Paramente entworfen hatte, wurde 2001 von Bernhard Huber ungegenständlich, in zurückhaltender Farbgebung und mit Linienraster in Bleiglastechnik ersetzt. Ausgeführt wurde die Neuverglasung von der Stuttgarter Glasmalerei V. Saile. Der Architekt Ludger Schmidt schuf 2001 in Bezug zum Terroranschlag vom 11. September 2001 das Altarkreuz (gerissener Muschelkalkblock, zusammengehalten durch eine nicht veredelte Stahlklammer).

## Der Turm
Der Turm der Kusterdinger Marienkirche diente vor dem Bau der Kirche angeblich als Wehrturm der Kusterdinger Schlossburg. Er war nicht der erste Bau. Die ersten beiden Stockwerke werden von einem Fundament aus römischer Zeit gestützt, vermutlich für einen ehemaligen Wachturm. Seine heutige Erscheinung geht auf das 16. Jahrhundert zurück. Der Turm weist einen viereckigen, vollständig weiß verputzten Grundbau und einige kleine, rechteckige Fenster auf. Eine Kirchturmuhr ist seitlich auf der Turmfläche angebracht. Das achtflächige Dach ist mit grünen Dachziegeln belegt.

## Die Glocken

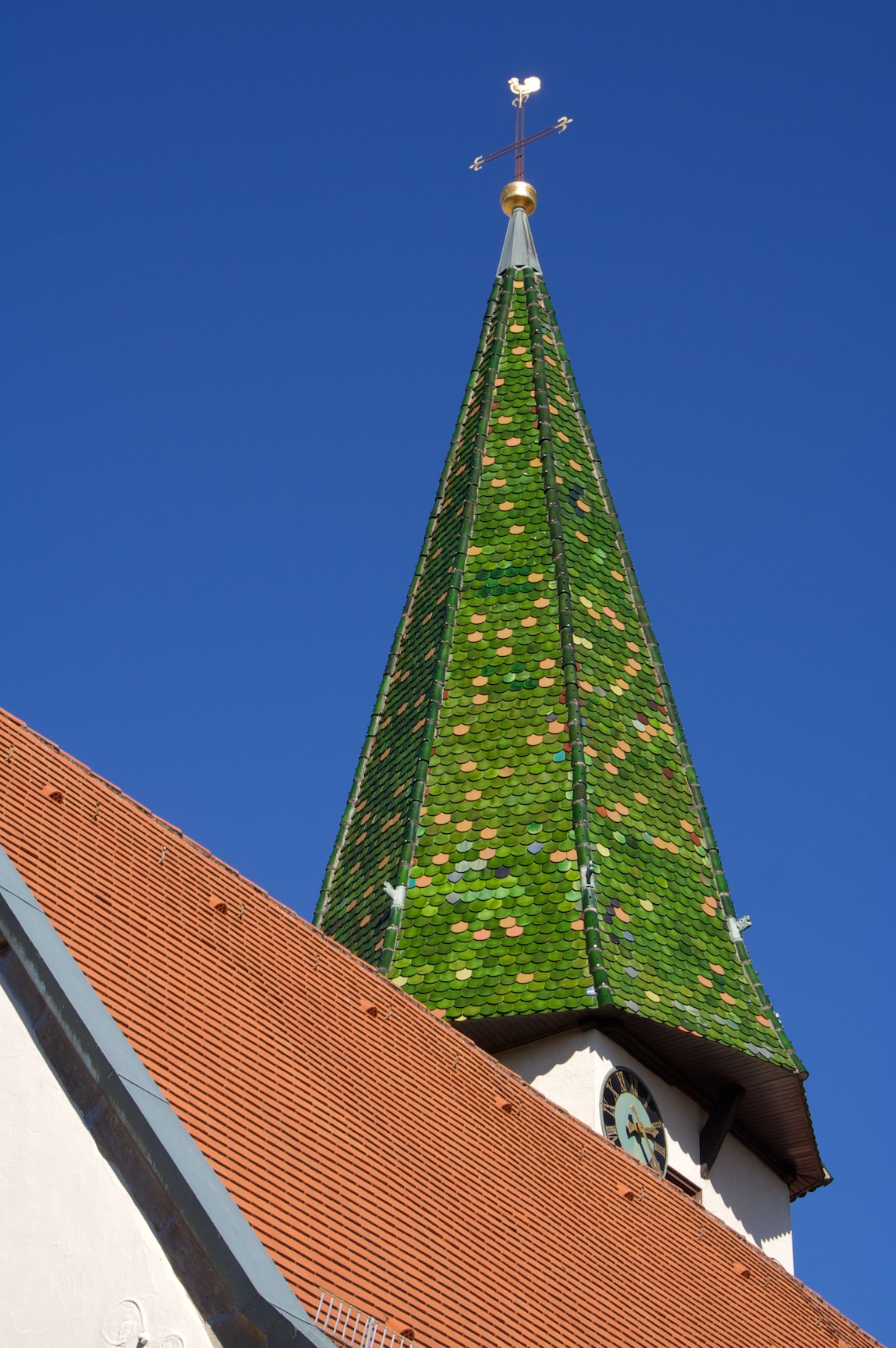
Dach des Kirchturms

Im Jahr der Erbauung der Sakristei (1506/1507) besaß die Pfarrkirche bereits ein Geläut von drei Glocken.
Im 18. Jahrhundert kamen folgende Glocken in den Turm: Die große Glocke stammte von 1724, gegossen von dem aus Ungarn stammenden Wandergießer Christian Ginther. Möglicherweise war sie Ersatz für eine im Dreißigjährigen Krieg (1618–1648) eingeschmolzene Glocke. Die mittlere Glocke ist dem Anschein nach die älteste. Sie war ein Guss des Glockengießers Hans Eger in Reutlingen aus dem 15. Jahrhundert. Sie wurde 1507 im Zuge von Bauarbeiten von der Michaelskapelle übernommen. Über das Alter der kleinen Glocke ist nichts überliefert. Vermutlich wurde sie im Dreißigjährigen Krieg eingeschmolzen und im Jahr darauf neu gegossen.
1807 wurde der Glockenstuhl abgebrochen und ein neuer hinzugefügt. 1847 zersprang die kleine (oben erwähnte) Glocke. In beiden Weltkriegen wurden alle bis dahin bestehenden Glocken abgenommen und 1950 durch Glocken der Glockengießerei Grüninger ersetzt. Die kleine Glocke von 1922 sollte in das neue Geläut einbezogen werden, passte jedoch klanglich nicht dazu, so dass sie 1955 bei Heinrich Kurtz in Stuttgart umgegossen wurde.
Die vier Glocken mit den Schlagtönen fis´, a´, h´, cis´´ tragen folgende Inschriften von der kleinsten zur größten Glocke:
- Taufglocke: ICH HABE DICH BEI DEINEM NAMEN GERUFEN DU BIST MEIN. Auf der Flanke: Taube, Kreuz über Wasser mit Fisch, Am Schlag: Gießerzeichen und KUSTERDINGEN
- Jugendglocke: HERR BLEIBE BEI UNS. Am Schlag: GRÜNINGER 1950
- Gefallenenglocke: UNSEREN GEFALLENEN – FRIEDEN SEI MIT EUCH!, Am Schlag: GRÜNINGER 1950.
- Betglocke: HERR BLEIBE BEI UNS!, Am Schlag: GRÜNINGER 1950.

Das Geläut zählt angeblich zu den schönsten im Landkreis Tübingen.